# Leucania arbia
Leucania arbia là một loài bướm đêm trong họ Noctuidae.